# Ив Монтан
Ив Монтан (фр. Yves Montand; Монсумано Терме, Тоскана, 13. октобар 1921 — Париз, 9. новембар 1991), рођен као Иво Ливи, био је француски певач шансона и глумац.

## Биографија
Монтан потиче из Италије, син сиромашних италијанских емиграната који су се пред налетом фашизма 1924. настанили у Марсеју. Каријеру започиње у локалу Алкатраз у Марсеју, где 1938. пева песме Тренета, Мориса Шевалијеа, Фернандела. каубојске песме и друго. Након бурних ратних година стигао је у Париз и 1944. упознао Едит Пијаф која га је скренула са дотадашњег репертоара и одгајала као певача шансона, убрзо једног од најбољих друге половинее 20. века. Иако само интерпретатор песама, био је комплетна надахнута личност — глумац, плесач, певач и забављач.
Рецитал у Л Етоаљеу 1946. био је права прекретница у његовом животу. Трајао је непрекидно седам недеља и био је прави тријумф позорница. Био је то његов први самостални наступ, а већ од 1953. до 1954. прави своје славне шансонијерске представе, у којима га нико неће надмашити. Осим лежерности и забавног карактера једног Шевалијеа, Монтан на сцену уноси и ону најважнију компоненту шансоне, квалитету текста и надахнуту интерпретацију песника. Године 1946. сусрео се са славним режисером Марселом Карнетом и песником Жаком Превером што ће бити још један преломан догођај у животу. Постати ће сјајан филмски глумац и најсуптилнији интерпретатор поезије у шансони. Ненадмашне су му интерпретације Жака Превера.
Године 1949. упознаје глумицу Симон Сињоре која ће му убрзо постати женом и бити ће с њим до краја живота. Након што је 1965. издао последњи албум и 1968. тријумфално је наступио у Олимпији, напустио је музичку сцену, као што је то годину дана пре (1967) начинио Жак Брел и потпуно се посветио филму.

## Филмографија
- Trois Places Pour Le 26 (1988)
- Jean De Florette (1986)
- Manon Des Sources (1986)
- Choice Of Arms (1981)
- The Case Against Ferro (1976)
- Le Sauvage (1975)
- Lovers Like Us (1975)
- The Savage (1975)
- Love And Chance (1974)
- Vincent, Francois, Paul And The Others (1974)
- State Of Siege (1973)
- Cesar And Rosalie (1972)
- Tout Va Bien (1972)
- Delusions Of Grandeur (1971)
- Le Cercle Rouge (1970)
- On A Clear Day You Can See Forever (1970)
- The Confession (1970)
- Z (1969)
- Live For Life (1967)
- Grand Prix (1966)
- Is Paris Burning? (1966)
- The Sleeping Car Murder (1965)
- My Geisha (1962)
- Goodbye Again (1961)
- Sanctuary (1961)
- Let's Make Love (1960)
- The Wages Of Fear (1953)
- The Idol (1948)